# 알렉산드루 이오안 쿠자
알렉산드루 이오안 쿠자(루마니아어: Alexandru Ioan Cuza, 1820년 3월 20일 몰다비아 브를라드 ~ 1873년 5월 15일 독일 제국 하이델베르크)는 몰다비아의 공작(재위: 1859년 1월 5일 ~ 1862년 2월 5일), 왈라키아의 공작(재위: 1859년 1월 24일 ~ 1862년 2월 5일)이자 루마니아의 공작(재위: 1862년 2월 5일 ~ 1866년 2월 22일)이다.
몰다비아의 지방 귀족 출신이며 1859년에는 몰다비아의 공작, 왈라키아의 공작으로 즉위했다. 1862년 몰다비아 공국과 왈라키아 공국이 몰다비아 왈라키아 연합공국(루마니아 연합공국)이라는 하나의 국가로 통일되면서 통일 루마니아의 초대 공작으로 즉위했다. 1866년에 일어난 보수주의 성향의 귀족들의 반란으로 인해 퇴위했고 독일 제국 하이델베르크로 망명하게 된다. 루마니아의 공작위는 호엔촐레른지크마링겐 가 출신의 카롤 1세가 승계받았다.